# Viktor Tsyhankov
Viktor Vitaliiovych Tsyhankov (tiếng Ukraina: Віктор Віталійович Циганков; sinh ngày 15 tháng 11 năm 1997) là một cầu thủ bóng đá chuyên nghiệp người Ukraina hiện đang thi đấu ở vị trí tiền vệ cho câu lạc bộ La Liga Girona và đội tuyển bóng đá quốc gia Ukraina.

## Thống kế sự nghiệp

### Câu lạc bộ
Tính đến ngày 24 tháng 5 năm 2024
| Câu lạc bộ          | Mùa giải            | Giải đấu                 | Giải đấu | Giải đấu | Cúp quốc gia | Cúp quốc gia | Châu Âu | Châu Âu | Khác | Khác | Tổng cộng | Tổng cộng |
| Câu lạc bộ          | Mùa giải            | Hạng                     | Trận     | Bàn      | Trận         | Bàn          | Trận    | Bàn     | Trận | Bàn  | Trận      | Bàn       |
| ------------------- | ------------------- | ------------------------ | -------- | -------- | ------------ | ------------ | ------- | ------- | ---- | ---- | --------- | --------- |
| Dynamo Kyiv         | 2016–17             | Ukrainian Premier League | 20       | 3        | 3            | 1            | 6       | 1       | 0    | 0    | 29        | 5         |
| Dynamo Kyiv         | 2017–18             | Ukrainian Premier League | 27       | 13       | 2            | 1            | 10      | 3       | 1    | 0    | 40        | 17        |
| Dynamo Kyiv         | 2018–19             | Ukrainian Premier League | 31       | 18       | 1            | 0            | 13      | 2       | 1    | 0    | 46        | 20        |
| Dynamo Kyiv         | 2019–20             | Ukrainian Premier League | 27       | 14       | 4            | 1            | 8       | 2       | 0    | 0    | 39        | 17        |
| Dynamo Kyiv         | 2020–21             | Ukrainian Premier League | 20       | 12       | 3            | 1            | 11      | 2       | 0    | 0    | 34        | 15        |
| Dynamo Kyiv         | 2021–22             | Ukrainian Premier League | 18       | 11       | 0            | 0            | 6       | 0       | 1    | 0    | 25        | 11        |
| Dynamo Kyiv         | 2022–23             | Ukrainian Premier League | 13       | 6        | 0            | 0            | 10      | 3       | —    | —    | 23        | 9         |
| Dynamo Kyiv         | Tổng cộng           | Tổng cộng                | 156      | 77       | 13           | 4            | 64      | 13      | 3    | 0    | 236       | 94        |
| Girona              | 2022–23             | La Liga                  | 19       | 3        | —            | —            | —       | —       | —    | —    | 19        | 3         |
| Girona              | 2023–24             | La Liga                  | 30       | 8        | 4            | 0            | —       | —       | —    | —    | 34        | 8         |
| Girona              | Tổng cộng           | Tổng cộng                | 49       | 11       | 4            | 0            | 0       | 0       | 0    | 0    | 53        | 11        |
| Tổng cộng sự nghiệp | Tổng cộng sự nghiệp | Tổng cộng sự nghiệp      | 205      | 88       | 17           | 4            | 64      | 13      | 3    | 0    | 289       | 105       |

### Quốc tế
Tính đến ngày 11 tháng 6 năm 2024
| Đội tuyển quốc gia | Năm       | Trận | Bàn |
| ------------------ | --------- | ---- | --- |
| Ukraina            | 2016      | 2    | 0   |
| Ukraina            | 2017      | 1    | 0   |
| Ukraina            | 2018      | 8    | 0   |
| Ukraina            | 2019      | 9    | 3   |
| Ukraina            | 2020      | 5    | 2   |
| Ukraina            | 2021      | 11   | 1   |
| Ukraina            | 2022      | 7    | 1   |
| Ukraina            | 2023      | 7    | 4   |
| Ukraina            | 2024      | 4    | 2   |
| Tổng cộng          | Tổng cộng | 54   | 13  |

Bàn thắng và kết quả của Ukraina được để trước.
| #  | Ngày                 | Địa điểm                                                  | Số trận | Đối thủ          | Bàn thắng | Kết quả | Giải đấu                    |
| -- | -------------------- | --------------------------------------------------------- | ------- | ---------------- | --------- | ------- | --------------------------- |
| 1  | 25 tháng 3 năm 2019  | Sân vận động Josy Barthel, Luxembourg City, Luxembourg    | 13      | Luxembourg       | 1–1       | 2–1     | Vòng loại UEFA Euro 2020    |
| 2  | 7 tháng 6 năm 2019   | Arena Lviv, Lviv, Ukraina                                 | 14      | Serbia           | 1–0       | 5–0     | Vòng loại UEFA Euro 2020    |
| 3  | 7 tháng 6 năm 2019   | Arena Lviv, Lviv, Ukraina                                 | 14      | Serbia           | 2–0       | 5–0     | Vòng loại UEFA Euro 2020    |
| 4  | 7 tháng 10 năm 2020  | Stade de France, Saint-Denis, Pháp                        | 22      | Pháp             | 1–4       | 1–7     | Giao hữu                    |
| 5  | 13 tháng 10 năm 2020 | Khu liên hợp thể thao quốc gia Olimpiyskiy, Kyiv, Ukraina | 24      | Tây Ban Nha      | 1–0       | 1–0     | UEFA Nations League 2020–21 |
| 6  | 23 tháng 5 năm 2021  | Sân vận động Metalist, Kharkiv, Ukraina                   | 26      | Bahrain          | 1–1       | 1–1     | Giao hữu                    |
| 7  | 8 tháng 6 năm 2022   | Sân vận động Aviva, Dublin, Ireland                       | 39      | Cộng hòa Ireland | 1–0       | 1–0     | UEFA Nations League 2022–23 |
| 8  | 12 tháng 6 năm 2023  | Weserstadion, Bremen, Đức                                 | 45      | Đức              | 2–1       | 3–3     | Giao hữu                    |
| 9  | 12 tháng 6 năm 2023  | Weserstadion, Bremen, Đức                                 | 45      | Đức              | 3–1       | 3–3     | Giao hữu                    |
| 10 | 16 tháng 6 năm 2023  | Toše Proeski Arena, Skopje, Bắc Macedonia                 | 46      | Bắc Macedonia    | 3–2       | 3–2     | Vòng loại UEFA Euro 2024    |
| 11 | 19 tháng 6 năm 2023  | Sân vận động Anton Malatinský, Trnava, Slovakia           | 47      | Malta            | 1–0       | 1–0     | Vòng loại UEFA Euro 2024    |
| 12 | 26 tháng 3 năm 2024  | Sân vận động Wrocław, Wrocław, Ba Lan                     | 51      | Iceland          | 1–0       | 2–0     | Vòng loại UEFA Euro 2024    |
| 13 | 11 tháng 6 năm 2021  | Sân vận động Zimbru, Chișinău, Moldova                    | 54      | Moldova          | 2–0       | 4–0     | Giao hữu                    |